# ラヴ (キーシャ・コールの曲)
「ラヴ」は、アメリカ合衆国のR&B歌手キーシャ・コールのデビュー・アルバム『ザ・ウェイ・イット・イズ』からの4曲目のシングル。この楽曲「ラヴ」はアルバムからのシングルでは最も成功を収めた楽曲で、ラジオヒットを記録している。アメリカ合衆国の総合シングルチャートBillboard Hot 100では最高位19位を、Hot R&B/Hip-Hop Songsチャートでは最高位3位を記録している。年間チャートでは、2006年のHot 100チャートのYear-Endで93位を、Hot R&B/Hip-Hop SongsチャートのYear-Endで18位を記録した。この楽曲のミュージック・ビデオには、タイリース・ギブソンが恋人役で出演している。ビデオはBETでヘビー・ローテーションされた。同局のミュージック・ビデオ専門のカウントダウン番組『106 & Park』では、65日でトップ10圏外に落ちるまでの間居残り続けるという、ビデオヒットとなった。ビデオの連続オンエアは2006年4月まで続いた。